# نصب الجندي المجهول (الرصافة)

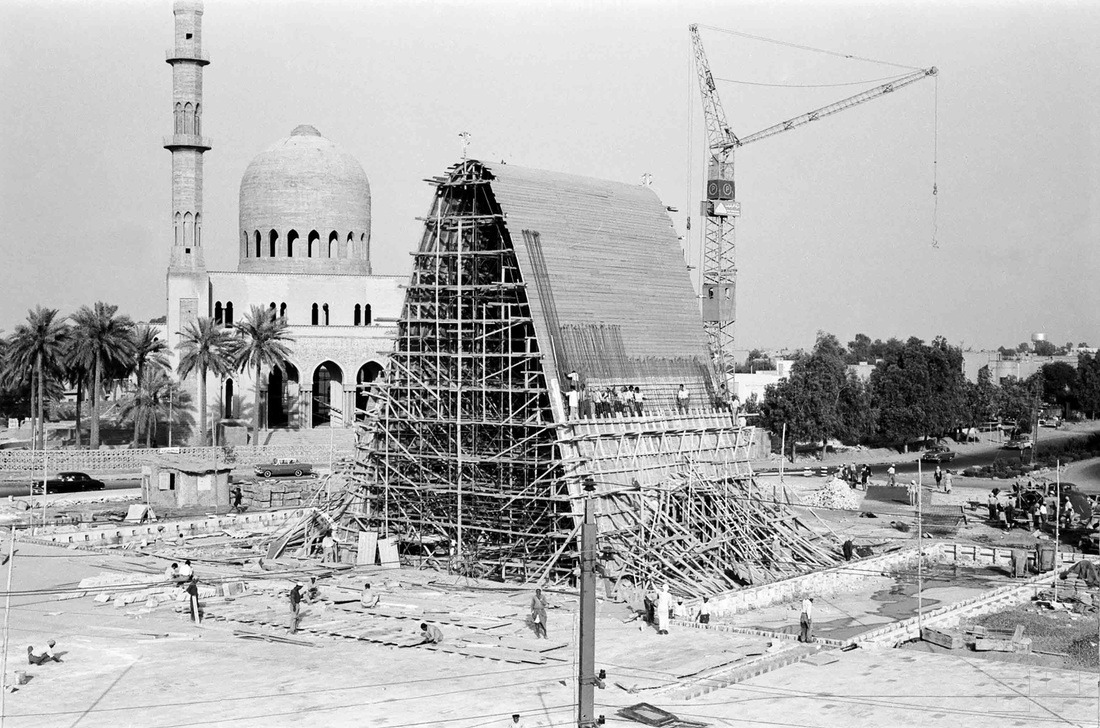
نصب الجندي المجهول القديم تحت الانشاء عام 1959.

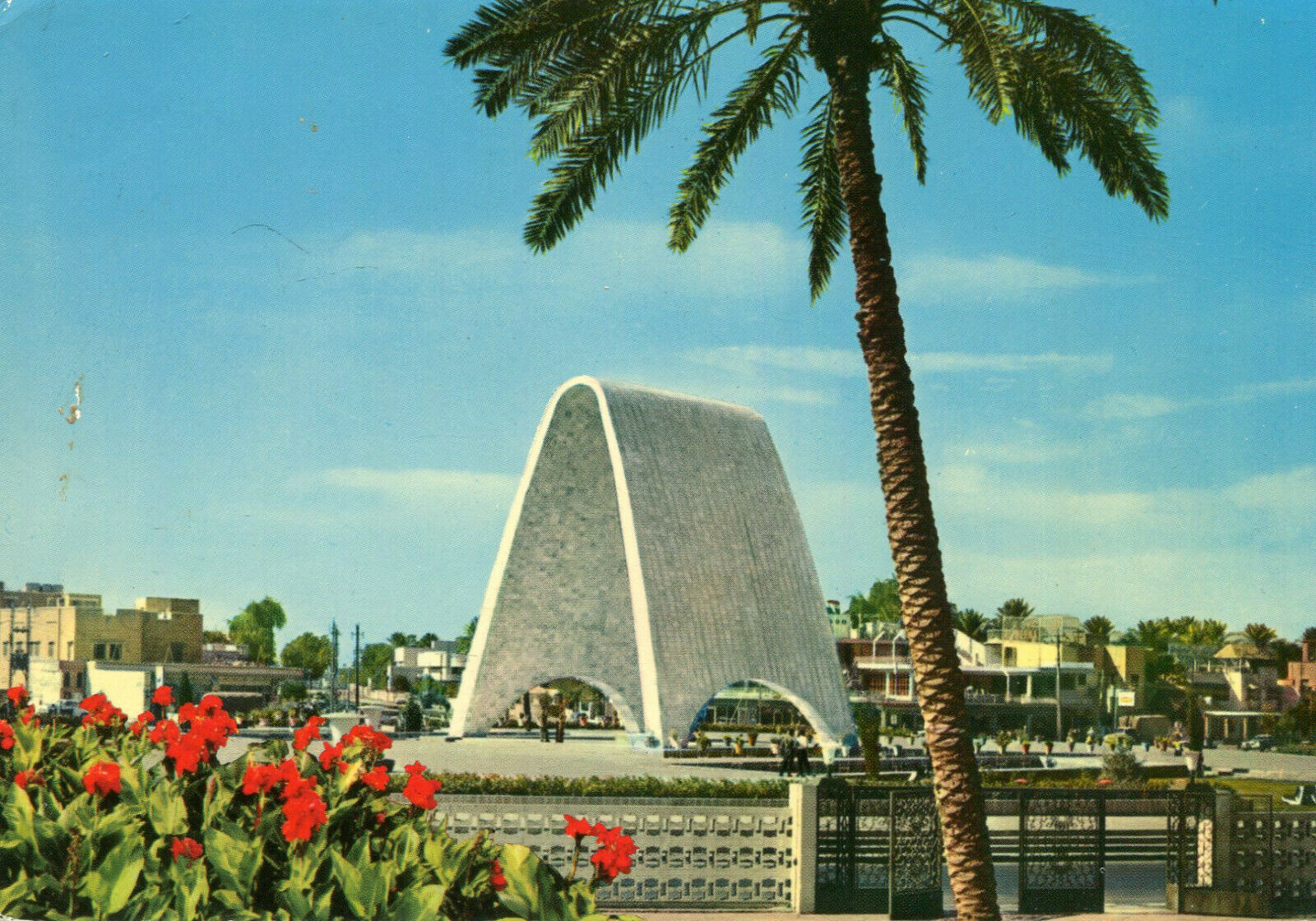
بطاقة بريدية تحمل صورة نصب الجندي المجهول في ساحة الفردوس وسط بغداد في عقد الستينات

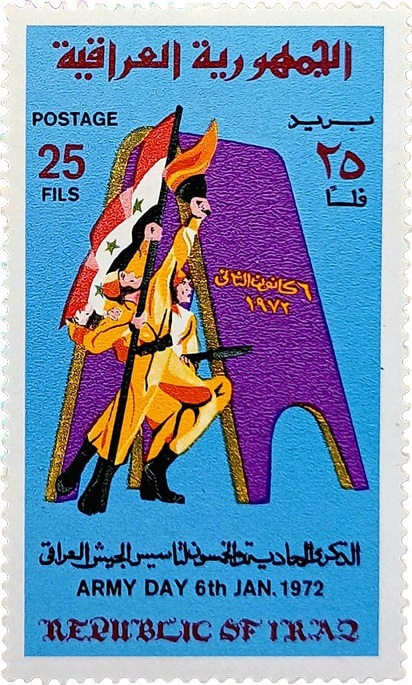
طابع بريدي عراقي يحمل صورة نصب الجندي المجهول صدر عام 1972 بمناسبة الذكرى الحادية والخمسون لتأسيس الجيش العراقي

نصب الجندي المجهول الموجود سابقا في ساحة الفردوس ببغداد هو نصب تذكاري يرمز للجنود المجهولين الذي ذهبوا ضحية الحروب في العراق، ولقد صممه المهندس المعماري العراقي رفعت الجادرجي في عقد الستينيات من القرن العشرين. وأزيل هذا النصب ووضع محله تمثال للرئيس العراقي صدام حسين لكن تمت إزالة هذا التمثال عند سقوط بغداد عام 2003م واستبدل بعد بضعة أشهر بتمثال صممهُ وعمله بعض النحاتين العراقيين. والتمثال الجديد ذو لون أخضر فيه هلال كبير وشمس يرمزان لبابل وسومر وحضارات العراق القديمة إضافة إلى مجسم يحملهما. وفي السياق ذاته قالت لجنة ازالة مخلفات نظام حزب البعث انها تدرس إمكان إعادة بناء وتأهيل (نصب وساحة الجندي المجهول) كرمز من رموز بغداد التراثية والحضارية ليقف التمثال في ساحة الفردوس التي شهدت سقوط تمثال صدام في التاسع من أبريل عام 2003 وبذلك يتغير النصب الذي بناه الرئيس (صدام حسين) والموجود حالياً في داخل المنطقة الخضراء في بغداد. وقال رئيس لجنة ازالة مخلفات نظام البعث والنظر في اقامة الجداريات والنصب الجديدة التابعة لمجلس الوزراء العراقي محمد طاهر التميمي ان اللجنة قررت إعادة بناء نصب الجندي المجهول الذي صممه المهندس المعماري رفعت الجادرجي في مكانه السابق (ساحة الفردوس حاليا) وسط العاصمة بغداد لانه يمثل أحد الرموز الوطنية والحضارية ويحمل الكثير من المعاني السامية في نفوس العراقيين.
وأوضح أن مقترح إعادة بناء النصب المذكور لايعني أن يكون بديلا لنصب الجندي المجهول الموجود حاليا في منطقة التشريع ببغداد والذي يحمل صفة رسمية واعتبارية.
وأضاف التميمي بان مقترح إعادة بناء وتأهيل نصب وساحة الجندي المجهول سيخضع لدراسة لجنة فرعية متخصصة في مجالات التخطيط والآثار والعمران والثقافة.
وذكر ان اللجنة ستستأنس برأي مصمم ومنفذ النصب المعماري الجادرجي الذي وبحسب شهادة شقيقه السياسي المخضرم نصير الجادرجي سعيد جدا لمبادرة اللجنة وتبنيها إعادة النصب مذكرا بان على الجهة التي تنفذ النصب من الناحية الفنية مراعاة بعض الخدع البصرية التي دخلت في هندسة هذا المعمار الفني الخالد واعدا بمنح اللجنة مخططات النصب للإفادة منها.
لقد شيد نصب جندي مجهول في حقبة صدام حسين في ساحة الاحتفالات ولا زال قائما.

## نصب الجندي المجهول الأول
كان النصب الأول من تصميم المهندس العراقي رفعة الجادرجي وانشئ عام 1959 في ساحة الفردوس وسط بغداد.
وتكشف الرسومات التخطيطية للتصميم الموجود في معهد الفنون الجميلة في بغداد عن مصدر إلهام للتصميم الذي يمثل أمًا تنحني لالتقاط ابنها الشهيد. ويوصف بأنه هيكل بسيط ورمزي وحديث، فإن المقارنة بين النصب الأول والبديل اللاحق توضح المستوى المتزايد من التجريد والتطور في الفن العراقي خلال تلك الفترة.
أزيل وهدم النصب الأصلي من ساحة الفردوس ووضع مكانه تمثال لصدام حسين في أوائل عقد الثمانينات. ثم دمرت القوات الأمريكية تمثال صدام بعد دخولها بغداد عام 2003 حيث شاهدهُ معظم سكان العالم عبر شاشات التلفاز.